# سكوت ديل
سكوت ديل (بالإنجليزية: Scott Dill)‏ هو لاعب كرة قدم أمريكية أمريكي، ولد في 5 أبريل 1966 في برمنغهام في الولايات المتحدة.